# Hautecour (Savoie)
Hautecour ist eine französische Gemeinde  mit 298 Einwohnern (Stand 1. Januar 2022) im Département Savoie in der Region Auvergne-Rhône-Alpes. Sie gehört zum Kanton Moûtiers im Arrondissement Albertville. Sie ist Mitglied im Gemeindeverband Cœur de Tarentaise.

## Geographie

### Lage
Hautecour liegt auf 1090 m, etwa 50 Kilometer östlich der Präfektur Chambéry, 84 km südsüdöstlich der Stadt Genf und 73 km ostnordöstlich der Stadt Grenoble (Luftlinie). Die Gemeinde liegt in der historischen Provinz Tarentaise in den Südausläufern des Beaufortain-Massivs auf einem breiten Bergrücken oberhalb des Städtchens Moûtiers. Nachbargemeinden von Hautecour sind La Léchère und Aime über einen Berührungspunkt im Norden, Montgirod und Saint-Marcel im Osten, Moûtiers im Süden und Grand-Aigueblanche im Westen.

### Topographie
Die Fläche des 11,65 km² großen Gemeindegebiets umfasst den nach Süden verlängerten, gleichmäßig abfallenden Bergrücken des 2297 m hohen Quermoz, einer Erhebung im südlichen Beaufortain, die von der Isère in einer Südschleife umflossen wird. Dieser Bergrücken ist im Bereich der Talflanke oberhalb des Flusses etwa zwei Kilometer breit und verjüngt sich im Verlauf des Anstiegs zum Quermoz. Er wird seitlich begrenzt durch bewaldete, von Felsformationen geprägte Steilhänge, die das Siedlungsgebiet scharf abtrennen vom demjenigen von Aigueblanche und Saint-Marcel. Dieser Geländeformation folgend bildet das Gemeindegebiet einen in Nord-Süd-Richtung langgestreckten Streifen. Ein kleiner Bachlauf entspringt oberhalb von Le Villard und entwässert die geneigte Hochfläche des Bergrückens bis hinunter nach Moûtiers. Insgesamt liegt der Waldanteil an der Gemeindefläche bei 65 %, derjenige mit Gras und niedrigem Bewuchs bei 25 %.

### Gemeindegliederung
Die Gemeinde Hautecour besteht aus einem Ortskern und mehreren Weilersiedlungen:
- Le Villard (1200 m) am Ostrand der besiedelten Hochlagen, getrennt von Saint-Marcel durch einen bewaldeten Steilhang,
- Le Breuil (1100 m) Hauptort der Gemeinde,
- Hautecour-la-Basse (900 m) Weiler an der Straße von Moûtiers nach Le Breuil,
- Gregny (950 m) Weiler an der Straße von Moûtiers nach Le Breuil.

## Geschichte
Die Tarentaise war schon vor der Römerzeit vom keltischen Volk der Ceutronen besiedelt. Von Hautecour, dessen Name vermutlich auf das lateinische alta curtis (Gehöft auf einer Anhöhe) zurückgeht, ist aus dem Jahr 1140 eine Person namens Guibertus de Altacuria überliefert. Später im 12. Jahrhundert wurde es zusammen mit anderen Pfarrkirchen in der Tarentaise erwähnt.

## Sehenswürdigkeiten
Die Dorfkirche Saint-Étienne im Hauptort Le Breuil besitzt noch ihren romanischen Glockenturm aus dem 12. Jahrhundert, während der Hauptbau im 17. Jahrhundert ersetzt und um Seitenschiffe erweitert wurde. Sie ist als monument historique eingeschrieben und wurde in den 1990er Jahren renoviert. Ihre Inneneinrichtung ist im neoklassischen Stil und Barockstil gehalten. In jedem der Weiler und zusätzlich zur Dorfkirche im Hauptort stehen Betkapellen, die größtenteils zu Beginn des 17. Jahrhunderts errichtet wurden.

## Bevölkerung
| Jahr                       | 1962 | 1968 | 1975 | 1982 | 1990 | 1999 | 2006 | 2011 |
| Einwohner                  | 270  | 196  | 201  | 201  | 282  | 273  | 300  | 310  |
| Quellen: Cassini und INSEE |      |      |      |      |      |      |      |      |

Mit 298 Einwohnern (Stand 1. Januar 2022) gehört Hautecour zu den kleinen Gemeinden des Département Savoie. Nachdem die Einwohnerzahl in der ersten Hälfte des 20. Jahrhunderts rückläufig war (1901 wurden noch 468 Einwohner gezählt), wurde seit dem Ende des 20. Jahrhunderts wieder eine leichte Bevölkerungszunahme verzeichnet. Die Ortsbewohner von Hautecour heißen auf Französisch Hautacortain(e)s.

## Wirtschaft und Infrastruktur
Hautecour war bis weit ins 20. Jahrhundert hinein ein vorwiegend durch die Alpwirtschaft geprägtes Dorf, das von der nach Süden ausgerichteten Hanglage profitierte. Daneben gibt es heute verschiedene Betriebe des lokalen Kleingewerbes. Mittlerweile hat sich das Dorf auch zu einer Wohngemeinde entwickelt. Viele Erwerbstätige sind Wegpendler, die in den größeren Ortschaften der Umgebung ihrer Arbeit nachgehen.
Die Gemeinde liegt abseits der größeren Durchgangsstraßen an einer Departementsstraße (D85), die von Moûtiers aus in Serpentinen die Ortschaften der Gemeinde erschließt. Moûtiers bietet als verkehrstechnischer Knotenpunkt der Tarentaise Anschluss an die N90 und die regionalen Bahnverbindungen über die Bahnstrecke Saint-Pierre-d’Albigny–Bourg-Saint-Maurice. Als Flughäfen in der Region kommen Chambéry-Savoie (Entfernung 95 km) und Genf (127 km) in Frage.

### Bildung
In Hautecour befindet sich eine Grundschule (école primaire).